# 무상태 프로토콜
컴퓨팅에서 무상태 프로토콜(stateless protocol)은 어떠한 이전 요청과도 무관한 각각의 요청을 독립적인 트랜잭션으로 취급하는 통신 프로토콜로, 통신이 독립적인 쌍의 요청과 응답을 이룰 수 있게 하는 방식이다. 무상태 프로토콜은 서버가 복수의 요청 시간대에 각각의 통신 파트너에 대한 세션 정보나 상태 보관을 요구하지 않는다. 반면, 서버의 내부 상태 유지를 요구하는 프로토콜은 상태 프로토콜(stateful protocol)로 부른다.
무상태 프로토콜의 예에는 인터넷의 기반이 되는 토콜(IP)과 월드 와이드 웹의 데이터 통신의 토대가 되는 HTTP가 있다. HTTP 프로토콜은 요청 간 사용자 데이터를 저장하는 수단을 제공하지 않는다.

## 장단점
무상태 디자인은 서버 디자인을 단순하게 만드는데, 진행 중인 송수신 정보를 처리하기 위해 저장 공간을 동적으로 할당할 필요가 없기 때문이다. 클라이언트가 트랜잭션 도중 죽으면, 시스템의 어떠한 부분도 서버의 현재 상태를 청소할 필요가 없다.
무상태의 단점은 매 요청마다 추가 정보를 포함할 필요가 있으며, 이 부가 정보는 서버가 해석해야 한다.

## 참조
1. ↑  http://www.w3.org/Protocols/rfc2616/rfc2616.html